# Deadwing
Deadwing es el octavo álbum de estudio de la banda inglesa de rock progresivo Porcupine Tree, editado el 28 de marzo de 2005 por el sello Lava Records. Rápidamente se convirtió en el álbum más vendido de la banda hasta el momento. El disco está basado en un guion escrito por el líder de la banda, Steven Wilson, y Mike Bennion, que trata una historia de fantasmas, por lo que muchos seguidores lo han catalogado dentro de los álbumes conceptuales. Wilson expresó su deseo de llevar esta historia al cine. Como colaboradores en el disco aparecen el guitarrista de King Crimson, Adrian Belew (autor de los solos en los temas "Halo" y "Deadwing") y el líder de Opeth, Mikael Åkerfeldt (coros en "Deadwing", "Lazarus" y "Arriving Somewhere But Not Here").

## Lista de canciones

### Edición europea
1. "Deadwing" – 9:46
2. "Shallow" – 4:17
3. "Lazarus" – 4:18
4. "Halo" – 4:38
5. "Arriving Somewhere But Not Here" – 12:02
6. "Mellotron Scratch" – 6:57
7. "Open Car" – 3:46
8. "The Start of Something Beautiful" – 7:39
9. "Glass Arm Shattering" – 6:12

### Edición americana
1. "Deadwing" – 9:46
2. "Shallow" – 4:17
3. "Lazarus" – 4:18
4. "Halo" – 4:38
5. "Arriving Somewhere But Not Here" – 12:02
6. "Mellotron Scratch" – 6:57
7. "Open Car" – 3:46
8. "The Start of Something Beautiful" – 7:39
9. "Glass Arm Shattering" – 11:12
10. "Shesmovedon" – 4:59

En esta edición pueden escucharse cinco minutos de silencio después de "Glass Arm Shattering" para dar entrada al tema oculto "Shesmovedon", una versión regrabada que aparecía en Lightbulb Sun.

## Personal
- Steven Wilson – voz, guitarra, teclados, piano, dulcimer
- Richard Barbieri – teclados y sintetizador
- Colin Edwin – bajo
- Gavin Harrison – batería

### Artistas invitados
- Adrian Belew (King Crimson) – solos en "Deadwing" y "Halo"
- Mikael Åkerfeldt (Opeth) – coros en "Deadwing", "Lazarus" y "Arriving Somewhere But Not Here", y segundo solo de guitarra en esta última

- Datos: Q902960